# تاكاهيرو كونموتو
تاكاهيرو كونموتو (باليابانية: 邦本 宜裕) (مواليد 8 أكتوبر 1997)، هو لاعب كرة قدم ياباني سابق كان يلعب كمهاجم.

## وصلات خارجية
- تاكاهيرو كونموتو على موقع رابطة كرة القدم اليابانية للمحترفين (اليابانية)
- تاكاهيرو كونموتو على موقع دوري كوريا الجنوبية (الإنجليزية)
- تاكاهيرو كونموتو على موقع قاعدة بيانات كرة القدم.إي يو (الإنجليزية)
- تاكاهيرو كونموتو على موقع Soccerway.com (الإنجليزية)
- تاكاهيرو كونموتو على موقع عالم كرة القدم.نت (الإنجليزية)